# Иван Скварча
Иван Скварча Модрас (Доња Идрија, 27. јануар 1915 — Сент Петер, код Бизељског, 20. децембар 1943) био је учесник Народноослободилачке борбе и народни херој Југославије.

## Биографија
Рођен је 27. јануара 1915. у Доњој Идрији. Потицао је из радничке породице, која се у потрази за бољим послом преселила у Загорје. Овде је завршио основну школу, а потом изучио браварски занат. Све до почетка Другог светског рата, 1941. радио је као бравар у Цељу.
Као млади радник прикључио се револуционарном омладинском покрету и убрзо постао један од омладинских руководилаца. Као истакнути омладинац, 1937. примљен је у чланство Комунистичке партије Словеније (КПС). Нарочито се ангажовао у Радничком уметничком друштву „Слобода”, које је, као и друга истоимена друштва Словеније, имало велику улогу у окупљању радника, нарочито омладине, и у разним политичким, социјалистичким и другим акцијама против владајућег режима Краљевине Југославије. Деловао је и у разним спортским и другим организацијама, због чега је стекао углед истакнутог радничког борца.
Његова политичка активност прекинута је 1939, када је ухапшен и осуђен на годину дана затвора. Након изласка из затвора, крајем 1940. прешао је у илегалност. Као партијски радник, активно је радио на спровођењу политике КП Словеније, односно Комунистичке партије Југославије (КПЈ).
Након окупације Југославије, 1941. био је један од организатора Народноослободилачког покрета (НОП). Јула 1941. ступио је у Цељску партизанску чету, са којим је до погибије учествовао у борбама на Козјанском — подручју између река Савиње, Саве и Сутле. Од почетка устанка истицао се у акцијама Цељске чете, као и у упаду Штајерског партизанског батаљона на Шоштањ, почетком октобра 1941. године. Нарочито се истакао у борбама у Бизељском, које су вођење како би се спречило исељавање Словенаца, које је плански спроводио немачки окупатор.
Током читаве 1942, командовао је партизанском четом која је, на територији Козјанског, водила прави маневарски рат изводећи разне диверзантске и друге акције, нападајући немачке јединице. Ова чета је много помогла да се на терену од Бизељског до Халоза одржи Народноослободилачки покрет. Окупатор је на овом, за њега осетљивом подручју, држао јаке снаге, а због близине већих гарнизона и Аустрије био је у могућности да на сваку акцију интервенише јаким снагама. Сви окупаторски подухвати, којих је било више, нису постигли основни успех — нису могли да разбију, нити да униште партизанску чету.
Крајем 1942. Скварчина чета ушла је у састав Козјанског партизанског батаљона. Он је тада постављен за политичког комесара батаљона, али је већ почетком 1943. именован је за команданта батаљона. Успешно је руководио батаљоном и предводио га у борама с немачким и другим јединицама. Међу најзначајнијим борбама батаљона су — напад на рудник Сеново и борба за Сент Петер на Бизељском. У свим борбама показао је велику храброст и способност командовања.
Погинуо је 20. децембра 1943. у нападу на Сент Петер, код Бизељског.
Указом Президијума Народне скупштине ФНР Југославије 4. јула 1953. проглашен је за народног хероја.